# Route nationale 52bis
Die Route nationale 52Bis, kurz N 52Bis oder RN 52Bis, war eine 1878 eingerichteter Seitenast der Nationalstraße 52, der von dieser in Villers-la-Montagne abzweigte und nach Maidières verlief. 1973 erfolgte die Herabstufung zur Departementstraße bis auf einen kürzeren Abschnitt, der anderen Nationalstraßen zugeschlagen wurde. Der Abschnitt von Mainville bis Briey wurde der Nationalstraße 43 zugeschlagen und auf dem Abschnitt von Briey nach Jarny wurde neu die Nationalstraße 103 eingerichtet. Beide Abschnitte wurden 2006 endgültig abgestuft.

## N 52bisa
Die Route nationale 52BisA, kurz N 52BisA oder RN 52BisA, war ein Seitenast der N 52bis, der von 1878 bis 1973 diese mit der Ortsmitte von Briey verband. Ab 1933 kreuzten sich an ihrem Ende die Nationalstraße 381 (heute D 643) und die Nationalstraße 406 (heute D 906). Seit 1973 wird diese Straße als Départementsstraße 952A gekennzeichnet.